# Dan Gertler

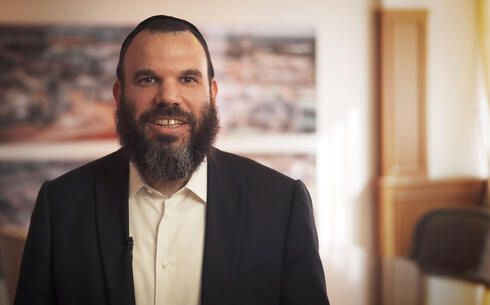
Dan Gertler (2020)

Dan Gertler (* Dezember 1973) ist ein israelischer Milliardär und Geschäftsmann der Diamanten- und Rohstoffindustrie mit einem Vermögen von etwa 1,5 Milliarden US-Dollar (Forbes, Stand 2024).
Er unterhielt gute Kontakte zu dem autoritären Regime von Joseph Kabila in der Demokratischen Republik Kongo und verhandelte für die weltweit größten Rohstoffhändler, wie den Schweizer Konzern Glencore, Minen-Geschäfte im Milliardenumfang. Die Paradise Papers belegen, dass zu seiner Geschäftspraxis auch Schmiergeldzahlungen an das Regime gehörten; und die Panama Papers zeichneten einige seiner Geschäfte mittels seiner von Mossack Fonseca registrierten Offshore Firmen nach.
Am 21. Dezember 2017 verfügte die Regierung der USA unter Bezug auf den Magnitsky Act, dass Gertlers Vermögen zu jenen in den USA befindlichen Vermögenswerten gehört, die aufgrund von Korruption und Menschenrechtsverletzungen vollständig einzufrieren sind.

## Leben
Dan Gertler stammt aus einer der bekanntesten Familien des Diamantenhandels in Israel. Sein Großvater war der Unternehmer Moshe Schnitzer.
1997 ging er in die Demokratische Republik Kongo und baute seitdem enge Kontakte zur dortigen Regierung auf. Die kongolesischen Teile des Copperbelt weisen reiche Vorkommen an Kupfer- und Kobalterzen auf.
2001 berichteten die Vereinten Nationen, Gertler habe einen Deal verhandelt, im Zuge dessen er den Diamantenmarkt im Kongo übernehmen könne. Im Gegenzug erhielt der Präsident des Kongo 20 Millionen USD für den Kauf von Waffen.
2012 gab Gertler in einem Interview mit Bloomberg Markets an, er hätte einen Nobelpreis für seine „Entwicklungshilfe“ im Kongo verdient.
2013 schätzte das Africa Progress Panel, dass der Kongo allein innerhalb einer Periode von drei Jahren 1,3 Milliarden USD verlor, weil sie Bergbaubetriebe unter Wert an Konzerne verkaufte, die in Verbindung mit Gertler stehen.

## Karriere
1996 gründete Gertler die Unternehmensgruppe Dan Gertler International (DGI). Im folgenden Jahr kaufte er in der DR Kongo seine erste Mine.

## Glencore-Geschäfte im Kongo
Das schweizerische Unternehmen Glencore betreibt mittels angeschlossener Firmen mehrere Minen im Kongo. Formal muss die staatliche kongolesische Minengesellschaft dem Abbau zustimmen. Glencore übernahm im Februar 2017 die Minen in Mutanda und Katanga für 960 Millionen USD. Gertler erhielt 534 Millionen USD vor Steuern für seine Vermittlung.
Glencore schaltete Gertler als Chef-Verhandlungsführer ein, als die Verhandlungen mit der staatlichen kongolesischen Minengesellschaft ins Stocken gerieten. Sein Auftrag wurde geheim gehalten. 2009 erhielt Gertler von Glencore einen Kredit über 45 Millionen USD mit der Klausel, das Geld könne sofort zurückgefordert werden, sollte nicht innerhalb von 3 Monaten der Minenvertrag mit einer zu Glencore gehörenden Firma im Kongo unterzeichnet werden. Nachdem die Geschäfte von Glencore in dem bitterarmen Kongo kontrovers öffentlich diskutiert wurden, entband Glencore Gertler von seinen Aufgaben.